# Герб Слобожанського (Дніпровський район)
Герб Слобожанського — офіційний геральдичний символ селища Слобожанське. Затверженний рішенням шістнадцятої сесії VI скликання депутатів Слобожанської селищної ради.

## Опис
Основою герба є древній полянський щит (закруглений нижньою частиною), обрамлений жовтою смугою. Щит розташований на бронзовому картуші та увінчаний срібною мурованою короною з трьома вежами. Щит скошений зліва червоно-синьо-срібним орнаментом; у верхньому срібному полі перетягнуте коло, вгорі якого розходяться 17 червоних променів, а низ двічі хвилясто перетятий на зелене,срібне та синє поля, у срібному – синя хвиля; у нижньому синьому золотий паросток із двома листочками та срібним бутоном.

## Символіка
Синій колір - символ вірності, довіри і безкінечності. Жовтий колір символізує багатство, справедливість, великодушність. Зелений - символ багатства рідної землі і молодості. Білий - символ чистоти і радості. Композиція у формі стилізованого кола підкреслює нерозривний зв'язок «вода-життя» оскільки селище починалось, як населений пункт меліораторів. У верхній частині композиції - стилізоване  17-ти променеве півсонце, що символізує могутність, добробут, чистоту, злагоду і дружбу. Золотий паросток з білим стилізованим бутоном у вигляді краплі - символ молодого покоління та свіжих ідей. Стилізована смуга українського орнаменту, що розділяє прапор, є оберегом та несе два змісти. Перший - глибоке козацьке коріння території селища попри нинішню історичну молодість. Другий - дорога до мегаполісу, символізує одвічну українську турботу про подорожніх і гостинність.